# Home de La Chapela aus Sents
L'humà de La Chapela aus Sents (també conegut com L'humà vell) és un esquelet parcial de l'espècie Homo neanderthalensis. El descobriment data de l'any 1908 i va ser fet per A. i J. Bouyssonie i L. Bardon a La Chapela aus Sents, a França. Les restes foren estudiades per primera vegada per Marcellin Boule. Va basar la seva reconstrucció de l'anatomia dels neandertals en el material descobert a La Chapela aus Sents. Aquesta reconstrucció va tenir durant trenta anys molta influència sobre la imatge del neandertal en la cultura popular. L'espècimen de La Chapela aus Sents és un exemple típic de l'anatomia del neandertal "clàssic" d'Europa occidental. S'ha estimat que les restes de l'esquelet tenen una antiguitat de 60.000 anys.